# Japanischer Strahlengriffel
Der Japanische Strahlengriffel (Actinidia polygama), auch Silberwein oder Matatabi (japanisch マタタビ) genannt, ist eine Pflanzenart aus der Gattung Strahlengriffel (Actinidia) innerhalb der Familie der Strahlengriffelgewächse (Actinidiaceae). Er wächst in gebirgigen Gebieten Japans, Chinas, Koreas und Ostsibiriens.

## Beschreibung

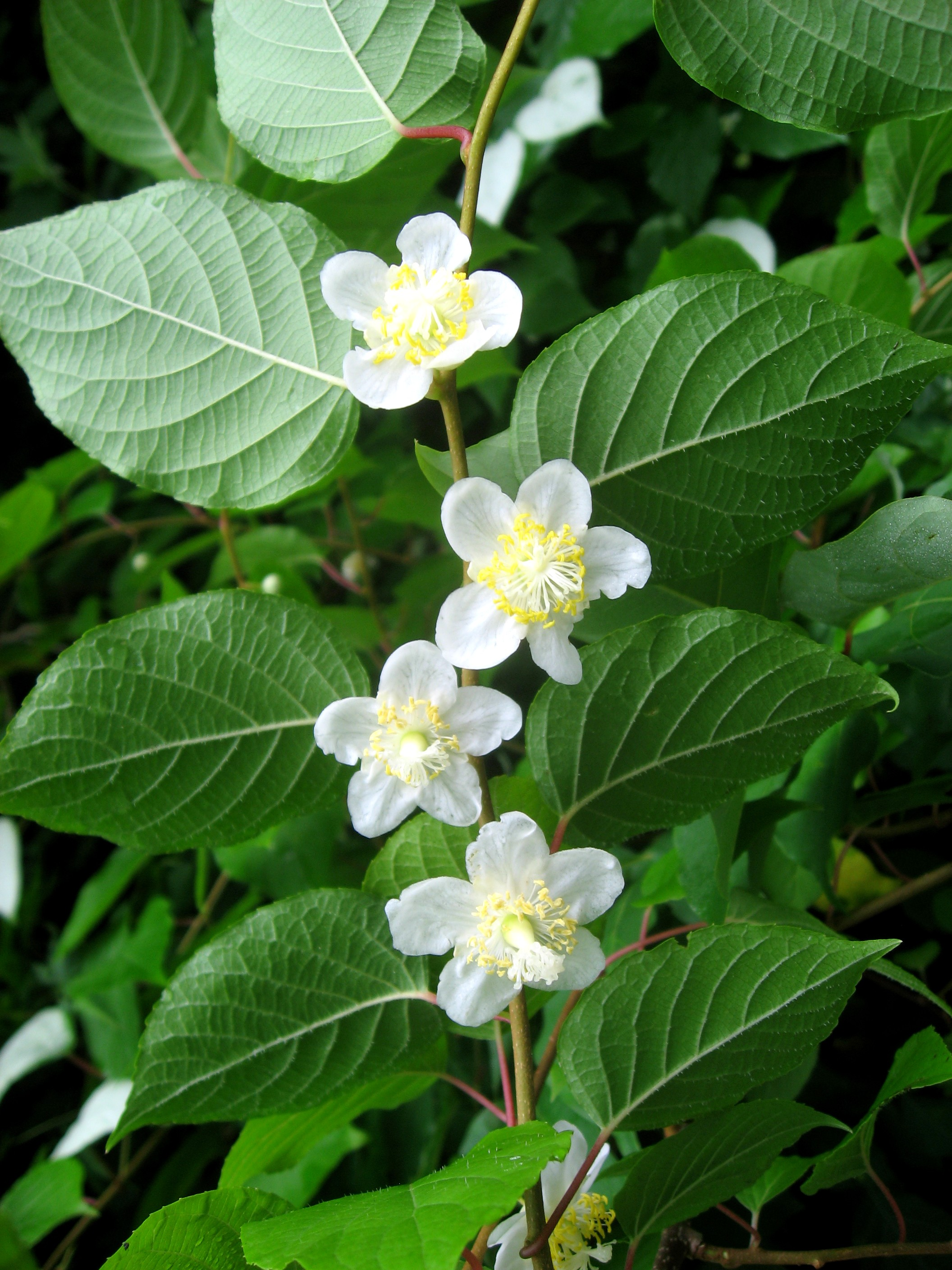
Laubblätter von unten und Blüten

### Vegetative Merkmale
Japanischer Strahlengriffel ist eine frostharte, im Winter laubwerfende Kletterpflanze, die 5 bis 6 Meter Höhe erreicht.
Die wechselständig angeordneten Laubblätter sind gestielt. Die einfache Blattspreite ist bei einer Länge von 7 bis 14 Zentimetern sowie einer Breite von 4,5 bis 8 Zentimetern  eiförmig mit zugespitztem oberen Ende. Der Blattrand ist fein gesägt. Die Blattunterseite ist einheitlich blassgrün und die -oberseite ist zu unterschiedlichen Anteilen grün bzw. rein weiß gefärbt, oft sind sie etwa zur Hälfte weiß. Auf der Blattunterseite tritt die Blattaderung auffallend hervor. Die Blattoberseite ist borstig behaart und die -unterseite ist nur auf den Blattadern behaart oder ganz kahl.

### Generative Merkmale
Die Blütezeit reicht von Ende Juni bis Anfang Juli. Die Blüten stehen einzeln oder bis zu dritt in Blütenständen.
Die Anthese dauert zwei bis drei Tage. Die Blüten sind bei Durchmessern von etwa 2,5 Zentimetern radiärsymmetrisch mit doppelter Blütenhülle. Die meist fünf, selten nur vier Kelchblätter sind 5 bis 7 Millimeter lang. Die fünf weißen Kronblätter sind bei einer Länge von 0,8 bis 1,3 Zentimetern verkehrt-eiförmig.
Die kleinen, gelben bis gelbroten, eiförmigen, fleischigen, glatten Früchte mit vielen Samen werden zwischen September und Oktober reif. Die Frucht ist etwa 1,5 Zentimeter breit und 3 bis 4 Zentimeter lang. Das Innere der Frucht ähnelt der gewöhnlichen, zur selben Gattung gehörenden Kiwifrucht, ist allerdings reif orange statt grün gefärbt.
Als Chromosomenzahl wird, wie für die meisten Actinidia-Arten, meist ein tetraploider Satz mit 2x = 58 angegeben, einige Autoren nennen aber nur 48. Daneben kommen polyploide Sippen mit 4x = 116 vor.

## Unterscheidung mit anderen Arten
Der Japanische Strahlengriffel ist von anderen Actinidia-Arten an den Früchten ohne Lentizellen, dem soliden, weiß gefärbten Mark der verholzten Triebe und den weiß gefärbten Blüten mit fünf Kronblättern unterscheidbar. Außerhalb des natürlichen Verbreitungsgebiets werden neben dieser Art schon seit dem 19. Jahrhundert die ähnlich kältetoleranten Actinidia kolomikta und Actinidia arguta kultiviert, diese wurden oft verwechselt.

## Vorkommen
Actinidia polygama wächst in China in Wäldern der Bergwaldstufe, in Höhenlagen von 500 bis 1900 Metern. Im Norden ihres Verbreitungsgebiets, im sibirischen Fernen Osten, kommt sie beinahe bis auf Meereshöhe vor, im subtropischen Süden von China liegen alle Vorkommen im Gebirge. Im Süden Japans erreicht sie Höhenlagen von bis zu 2000 Metern, auf der Hauptinsel Honshū kommt sie aber nur selten oberhalb von 900 Metern vor.

## Verwendung
Der Japanische Strahlengriffel benötigt kultiviert feuchten, wasserdurchlässigen Boden und halbschattige bis sonnige Standorte. Die schnellwachsende Kletterpflanze sorgt an Zäunen oder Rankgittern für guten Sichtschutz. Als Obstpflanze gewinnt sie zunehmend an Beliebtheit. Actinidia polygama ertrug im Experiment Minustemperaturen bis −18 °C und ist damit wesentlich frosthärter als die oft angebaute Actinidia deliciosa.

### Traditionelle Medizin
Der Japanische Strahlengriffel wurde in Asien über Jahrhunderte für vorbeugende gesundheitsfördernde Maßnahmen genutzt, dient als verbreitete alternative Behandlung bei Bluthochdruck und Arthritis und wurde als Mittel zur Krebsbehandlung untersucht. In der traditionellen chinesischen Medizin und japanischen Medizin wurde es für eine große Bandbreite gesundheitlicher Probleme eingesetzt, unter anderem zur Herz- oder Kreislaufanregung, bei Rheuma, Blasenentzündung, Arthritis, Bluthochdruck, zur Cholesterinsenkung, zum Schutz der Leber, bei Niereninsuffizienz, Herzbeschwerden und Schlaganfall.
Im koreanischen Buddhismus wurde Japanischer Strahlengriffel in traditionellen koreanischen Saucen ziehen gelassen und bei Polyurie, zur Schmerzbehandlung, bei Bluthochdruck, Genitalproblemen und Bronchitis eingesetzt.
Ein Sprichwort sagt:
„Alte, müde Reisende (kommen) zurück ins Leben, um die Frucht (des Japanischen Strahlengriffels) zu essen und dann ihre Reise fortzusetzen.“
Blätter des Japanischen Strahlengriffels haben auch einen hohen Gehalt an Flavonoiden, Terpenoiden, Saponinen, Beta-Carotin, Vitamin C und Vitamin E.

### Kulinarisch
Die eichelförmige Frucht kann gesalzen oder roh verzehrt werden, in Öl gebraten, mit Reis gereicht oder mit Sesam und Mayonnaise zu Salaten serviert werden. Die Früchte können auch zu Fruchtwein, dem Matatabi-Sake, und zu Miso fermentiert oder zur Saftproduktion genutzt werden. Die Blätter, Knospen und Stiele können auch zu Pulver zermahlen oder gedämpft und abgeseiht zu Tee verarbeitet werden. Dieser kann mit Minze oder Zucker variiert werden.
Die Früchte schmecken, vor allem unreif, bitter und zusammenziehend (adstringierend) mit pfefferartiger Note.

### Erzeugnisse
Gröber gemahlen wird der Japanische Strahlengriffel in Badesalzen verwendet. Die Ranken werden für Handarbeiten verwendet und der Pflanzensaft für Lotionen gesammelt.
Der Japanische Strahlengriffel ist seit langem als Auslöser einer euphorisierenden Wirkung bei Katzen bekannt. In Asien ist es das meistgegebene Katzengenussmittel und taucht daher manchmal als Matatabi in Mangas auf. Die Reaktion ist ähnlich wie bei Katzenminze, scheint aber stärker zu sein. Viele Katzen, die gegenüber Katzenminze immun sind, reagieren auf getrocknete und gemahlene Pflanzengallen von den Früchten des Japanischen Strahlengriffels. Typische Verhaltensweisen sind Rollen, Reiben von Kinn und Wangen, Sabbern und Lecken. Die Effekte halten gewöhnlich zwischen fünf und 30 Minuten an und Katzen suchen es nach etwa 20 bis 30 Minuten erneut auf.